# Punsk (cratera)
A cratera Punsk é uma cratera no quadrângulo de Oxia Palus em Marte. Ela está localizada a
20.8º latitude norte e 41.2º longitude oeste, medindo 11.6 km de diâmetro. Seu nome vem da cidade de Puńsk, na Polônia, tendo sido aprovado em 1976. 